# Merry Nightmare
Merry Nightmare (夢喰いメリー, Yumekui Merī, litt. "Merry la dévoreuse de rêves") est un manga écrit et illustré par Yoshitaka Ushiki. Il est prépublié depuis 2008 dans le magazine Manga Time Kirara Forward de l'éditeur Hōbunsha et a été compilé en vingt-quatre volumes. La version française est publiée par Taifu Comics.
Une adaptation en série télévisée d'animation produite par le studio d'animation J.C. Staff a été diffusée entre janvier et avril 2011 sur TBS.

## Synopsis
Yumeji, un lycéen de 17 ans qui a le don de voir l'aura des rêves et des cauchemars, fait le même cauchemar chaque nuit. Il est poursuivi par une horde de chats et pour une raison qu'il ignore, ce rêve parait étrangement réel… Par la suite il rencontrera Merry. Cette étrange jeune fille, s'avère être un démon des rêves. Prisonnière du monde réel, elle cherche un moyen de retourner dans son monde. Yumeji prend la décision de l'aider malgré les risques.

## Personnages
Yumeji Fujiwara (藤原 夢路, Fujiwara Yumeji)
(doublé par Nobuhiko Okamoto)
Ce jeune garçon a la faculté de voir la couleur des rêves des autres, les couleurs étant le résultat de la nature de ces rêves. Le noir est mauvais signe. De nature courageux et généreux, il n'hésitera pas à aider Merry après qu'elle lui aura sauvé la vie. Lors de sa quête, il apprendra qu'il est en réalité le grand frère du phare, Pharos Heracles, le responsable de l'arrivée des créatures des rêves dans le monde réel. Il est aussi un des trois héros légendaires qui protègent le monde.
Merry Nightmare (メリー・ナイトメア, Merī Naitomea)
(doublée par Ayane Sakura)
Elle est originaire du Monde des Rêves. Cependant, pour une raison inconnue, elle est bloquée depuis de nombreuses années dans le monde des humains sans savoir comment retourner chez elle. Dans le monde des rêves, elle joue le rôle du « mouton », le gardien de la porte. Elle peut donc renvoyer n'importe quelle cauchemar dans le monde des rêves et le forcer à y rester. Elle est elle aussi un des trois héros légendaires. Son prénom vient de la comptine « Marie a un petit agneau » qui se dit en anglais « Merry had a little lamb ».
Isana Tachibana (橘 勇魚, Tachibana Isana)
(doublée par Ai Kayano)
C'est une amie d'enfance de Yumeji. C'est d'ailleurs chez elle qu'il vit depuis quelque temps. Elle est une passionnée par la  peinture.
Elle porte des sentiments pour Yumeji Fujiwara.
Engi Threepiece (「双月花 (ガーデン)」エンギ・スリーピース, Ga-den Engi Surīpīsu)
(doublée par Aya Endo)
Elle est comme Merry une habitante du monde des rêves. Elle est à la recherche de celui qui est responsable de la disparition de sa sœur, cela pour se venger.
Yui Kounagi (光凪 由衣, Kōnagi Yui)
(doublée par Tomoko Akiya)
C'est une lycéenne au caractère encore assez enfantin. Cependant par son lien avec Engi, elle sera rapidement impliquée dans la quête de Merry et Yumeji.
John Doe (「追跡者(チェイサー)」 ジョン・ドゥ, Cheisā Jon Du)
(doublé par Jouji Nakata)
Un habitant du Monde des Rêves, maître d'une escouade de chats. Il voulait faire de Yumeji son hôte, mais intrigué par ses pouvoirs, il continue à l'observer dans l'ombre. Il semble en savoir beaucoup. Contrairement aux autres créatures des rêves, il ne prend pas parti dans la bataille opposant les créatures des rêves menées par Heracles à Merry, Yumeji et Engi. Il dit lui-même qu'il ne recherche que la vérité.
Pharos Heracles (「灯台 (ファロス)」 エルクレス, Farosu Erukuresu)
Le phare, il est celui responsable de la venue de tant de créatures des rêves dans le monde humain. Son but est de créer un monde où les cauchemars peuvent vivre sans se soucier de rien. Mais pour ce faire, il doit provoquer une apocalypse. Il est le troisième des trois héros légendaires et le frère de Yumeji.

## Manga
| no | Japonais          | Japonais          | Français          | Français          |
| no | Date de sortie    | ISBN              | Date de sortie    | ISBN              |
| --- | ----------------- | ----------------- | ----------------- | ----------------- |
| 1 | 27 octobre 2008   | 978-4-8322-7748-9 | 23 septembre 2010 | 978-2-35180-432-2 |
| Liste des chapitres : - Chapitre 1 - Entre rêve et réalité - Chapitre 2 - De rêve et d'espoir - Chapitre 3 - Rien d'autre qu'un rêve - Chapitre 4 - De l'autre côté du rêve - Chapitre 5 - De rêve et d'espoir - Chapitre 6 - Merry Nightmare                           |                   |                   |                   |                   |
| 2 | 12 mai 2009       | 978-4-8322-7804-2 | 25 novembre 2010  | 978-2-35180-447-6 |
| Liste des chapitres : - Chapitre 7 - Journée de travail d'un Dévoreur de Songe - Chapitre 8 - Pensées matérialisées - Chapitre 9 - Attaque au Clair de Lune - Chapitre 10 - Pharos - Chapitre 11 - Plein d'énergie - Chapitre 12 - Le fourreau de la lame               |                   |                   |                   |                   |
| 3 | 11 novembre 2009  | 978-4-8322-7856-1 | 10 mars 2011      | 978-2-35180-477-3 |
| Liste des chapitres : - Chapitre 13 - Le Labyrinthe de la Mort - Chapitre 14 - Le Clown errant - Chapitre 15 - Sphère de verre - Chapitre 16 - Caprices - Chapitre 17 - Garçon et fille - Chapitre 18 - L'impitoyable Empereur de la nuit                               |                   |                   |                   |                   |
| 4 | 12 avril 2010     | 978-4-8322-7903-2 | 21 juillet 2011   | 978-2-35180-503-9 |
| Liste des chapitres : - Chapitre 19 - Page blanche - Chapitre 20 - Déchirure florale - Chapitre 21 - Et la lumière fut - Chapitre 22 - Rêve lucide - Chapitre 23 - Premier pas - Chapitre 24 - Puissant et téméraire - Chapitre X - Souvenirs effacés                   |                   |                   |                   |                   |
| 5 | 11 décembre 2010  | 978-4-8322-7968-1 | 13 octobre 2011   | 978-2-35180-532-9 |
| Liste des chapitres : - Chapitre 25 - Poursuivre de trois pas - Chapitre 26 - 3, 2, 1... Bonjour ! - Chapitre 27 - Je suis un chat - Chapitre 28 - Premier septembre - Chapitre 29 - Kyô Shiragi                                                                        |                   |                   |                   |                   |
| 6 | 12 février 2011   | 978-4-8322-7988-9 | 26 janvier 2012   | 978-2-35180-556-5 |
| Liste des chapitres : - Chapitre 30 - Ombres lugubres d'après cours - Chapitre 31 - Je sais - Chapitre 32 - On se cramponne - Chapitre 33 - Du rêve à la réalité - Chapitre 34 - Le sens des mots et la vérité du cœur                                                  |                   |                   |                   |                   |
| 7 | 11 août 2011      | 978-4-8322-4051-3 | 28 juin 2012      | 978-2-35180-625-8 |
| Liste des chapitres : - Chapitre 35 - Si je peux t'être utile - Chapitre 36 - Lune dénonciatrice - Chapitre 37 - Distance - Chapitre 38 - Rencontre - Chapitre 39 - La naissance des sentiments - Chapitre 40 - Sentiments partagés                                     |                   |                   |                   |                   |
| 8 | 12 avril 2012     | 978-4-8322-4136-7 | 25 octobre 2012   | 978-2-35180-664-7 |
| Liste des chapitres : - Chapitre 41 - Les sonorités d'un rêve - Chapitre 42 - Si je peux t'aider - Chapitre 43 Cauchemar al fine - Chapitre 44 - Je ne céderai jamais - Chapitre 45 - Nuages suivis de soleil - Chapitre 46 - Lumière, ténèbres, haine et lien          |                   |                   |                   |                   |
| 9 | 12 octobre 2012   | 978-4-8322-4202-9 | 28 février 2013   | 978-2-35180-707-1 |
| Liste des chapitres : - Chapitre 47 - La diva en cage - Chapitre 48 - De rêve en rêve - Chapitre 49 - Quitte - Chapitre 50 - Cauchemar au crépuscule - Chapitre 51 - Splendeur - Chapitre 52 - Pluie de cendres                                                         |                   |                   |                   |                   |
| 10 | 12 juin 2013      | 978-4-8322-4308-8 | 7 novembre 2013   | 978-2-35180-750-7 |
| Liste des chapitres : - Chapitre 53 - Cacher son jeu - Chapitre 54 - À la vitesse de la lumière - Chapitre 55 - Se jeter dans la gueule du loup - Chapitre 56 - Dos au mur - Chapitre 57 - Renaître de ses cendres - Chapitre 58 - Show Time                            |                   |                   |                   |                   |
| 11 | 12 novembre 2013  | 978-4-8322-4367-5 | 27 mars 2014      | 978-2-35180-815-3 |
| Liste des chapitres : - Chapitre 59 - Tranchant comme un rasoir - Chapitre 60 - Le temps d'une fraction de seconde - Chapitre 61 - Lumière si lointaine, chaleur si proche - Chapitre 62 - Souhait - Chapitre 63 - Envie de changer - Chapitre 64 - Réalisation         |                   |                   |                   |                   |
| 12 | 12 mai 2014       | 978-4-8322-4439-9 | 27 novembre 2014  | 978-2-35180-869-6 |
| Liste des chapitres : - Chapitre 65 - Tracas prof élève - Chapitre 66 - Le chasseur errant - Chapitre 67 - Les papillons rêvent-ils d'araignées électrique ? - Chapitre 68 - Un Kaléidoscope bien triste - Chapitre 69 - Étoile au fond du tiroir - Chapitre 70 - Conte |                   |                   |                   |                   |
| 13 | 10 janvier 2015   | 978-4-8322-4514-3 | 26 novembre 2015  | 978-2-35180-952-5 |
| Liste des chapitres : - Chapitre 71 - Main invisible - Chapitre 72 - Regarde par ici - Chapitre 73 - Espoirs en chaîne - Chapitre 74 - Le soleil d'il y a huit minutes - Chapitre 75 - 315360000 - Chapitre 76 - Aime-moi                                               |                   |                   |                   |                   |
| 14 | 12 mai 2015       | 978-4-8322-4568-6 | 21 janvier 2016   | 978-2-35180-963-1 |
| Liste des chapitres : - Chapitre 77 - Pour fêter nos retrouvailles - Chapitre 78 - Poupée solitaire - Chapitre 79 - Sensation de rêve - Chapitre 80 - Averse de poupées - Chapitre 81 - Les deux murs - Chapitre 82 - La première goutte                                |                   |                   |                   |                   |
| 15 | 12 février 2016   | 978-4-8322-4662-1 | 8 décembre 2016   | 978-2-35180-992-1 |
| 16 | 12 juillet 2016   | 978-4-8322-4717-8 | 29 septembre 2017 | 978-2-37717-039-5 |
| 17 | 12 janvier 2017   | 978-4-8322-4791-8 | 9 février 2018    | 978-2-37717-058-6 |
| 18 | 1er octobre 2017  | 978-4-8322-4881-6 | 30 novembre 2018  | 978-2-37717-158-3 |
| 19 | 12 mars 2018      | 978-4-8322-4926-4 | 22 mars 2019      | 978-2-37717-197-2 |
| 20 | 12 septembre 2018 | 978-4-8322-4976-9 | 31 janvier 2020   | 978-2-37717-236-8 |
| 21 | 1er mai 2019      | 978-4-8322-7093-0 | 28 août 2020      | 978-2-37717-304-4 |
| 22 | 12 novembre 2019  | 978-4-8322-7133-3 | 24 juin 2022      | 978-2-37717-363-1 |
| 23 | 12 juin 2020      | 978-4-8322-7195-1 | 16 septembre 2022 | 978-2-37717-435-5 |
| 24 | 1er décembre 2020 | 978-4-8322-7233-0 |                   |                   |

## Anime
L'adaptation en série télévisée d'animation a été annoncée en juillet 2010 dans le magazine Manga Time Kirara Forward. Elle est produite par le studio J.C. Staff avec une réalisation de Shigeyasu Yamauchi, un scénario de Ushiki Yoshitaka et des compositions de Keiichi Oku. Elle a été diffusée initialement sur TBS du 7 janvier au 8 avril 2011 et comporte treize épisodes.